# Nuoto ai Giochi della XXVIII Olimpiade - 800 metri stile libero femminili

## Record
Prima di questa competizione, il record del mondo (WR) e il record olimpico (OR) erano i seguenti.
| Record mondiale | 8'16"22 | Janet Evans Stati Uniti    | 20 agosto 1989 Tokyo, Giappone      |
| Record olimpico | 8'19"67 | Brooke Bennett Stati Uniti | 22 settembre 2000 Sydney, Australia |

Durante l'evento non è stato migliorato nessun record.

## Batterie
Si sono svolte 4 batterie di qualificazione. Le prime 8 atlete si sono qualificate direttamente per la finale.

### 1ª batteria
1. Golda Marcus, El Salvador 8:59.81
2. Kwon You-Ri, Corea del Sud 9:01.42
3. Jelena Petrova, Estonia 9:01.62
4. Heather Roffey, Isole Cayman 9:02.88
5. Paola Duguet, Colombia 9:06.96
6. Anita Galić, Croazia 9:10.91
7. Khadija Ciss, Senegal 9:20.06

### 2ª batteria
1. Diana Munz, Stati Uniti 8:30.87 -Q
2. Jana Henke, Germania 8:31.06 -Q
3. Simona Păduraru, Romania 8:34.15 -Q
4. Sarah Paton, Australia 8:35.81
5. Brittany Reimer, Canada 8:41.55
6. Marianna Lymperta, Grecia 8:42.65
7. Olga Beresnyeva, Ucraina 8:57.96
8. Ivanka Moralieva, Bulgaria 9:03.13

### 3ª batteria
1. Rebecca Cooke, Gran Bretagna 8:28.47 -Q
2. Ai Shibata, Giappone 8:30.08 -Q
3. Linda Mackenzie, Australia 8:35.90
4. Sachiko Yamada, Giappone 8:36.48
5. Camelia Potec, Romania 8:41.20
6. Jana Pechanova, Repubblica Ceca 8:47.38
7. Rebecca Linton, Nuova Zelanda 9:02.41
8. Éva Risztov, Ungheria Non partita

### 4ª batteria
1. Laure Manaudou, Francia 8:25.91 -Q
2. Kalyn Keller, Stati Uniti 8:32.36 -Q
3. Erika Villaécija, Spagna 8:33.61 -Q
4. Hua Chen, Cina 8:36.24
5. Flavia Rigamonti, Svizzera 8:38.10
6. Hannah Stockbauer, Germania 8:38.17
7. Kristel Köbrich, Cile 8:40.41
8. Anja Carman, Slovenia Non partita

## Finale
1. Ai Shibata, Giappone 8:24.54
2. Laure Manaudou, Francia 8:24.96
3. Diana Munz, Stati Uniti 8:26.61
4. Kalyn Keller, Stati Uniti 8:26.97
5. Erika Villaecija, Spagna 8:29.04
6. Rebecca Cooke, Gran Bretagna 8:29.37
7. Jana Henke, Germania 8:33.95
8. Simona Paduraru, Romania 8:37.02